# باشگاه فوتبال ویتل
باشگاه فوتبال ویتل یک باشگاه فوتبال در شهر هانوی در کشور ویتنام می‌باشد که در لیگ فوتبال ویتنام بازی می‌کند.